# قرار مجلس الأمن التابع للأمم المتحدة رقم 1286
قرار مجلس الأمن التابع للأمم المتحدة رقم 1286، الذي اتخذ بالإجماع في 19 يناير 2000 ، وبعد إعادة تأكيد جميع القرارات والبيانات التي أدلى بها رئيس مجلس الأمن بشأن الحرب الأهلية في بوروندي ، دعم المجلس جهود رئيس جنوب أفريقيا السابق نيلسون مانديلا في التوصل إلى تسوية سياسية للنزاع في البلد.

## وصلات خارجية
- Text of the Resolution at undocs.org